# Уткин, Евгений Владимирович
Евгений Владимирович Уткин (родился в г. Донецке, Ростовской области, СССР в 1958 году) — серийный хай-тек предприниматель. Пионер ИТ-индустрии в Восточной Европе.

## Биография
В 1982 году окончил Московский институт электронной техники по специальности «Микропроцессорные системы».
В 2001 году окончил программу для топ-менеджеров AMP (advanced management program ) бизнес-школы INSEAD (Франция).
В 2008 году окончил программу «Управление инновационным бизнесом» бизнес-школы IMD (Швейцария).
В 2009 г. окончил программу «Venture Capital Executive Program» бизнес-школы HAAS, университета Berkeley (США).
2011-2012 гг. Евгений Уткин прошел подготовку по программе IESE business school «Global CEO Program» в бизнес-школах ESE (Бразилия), the Wharton School (США), CEIBS (Китай).
В 1975—1976 годах работал электрослесарем шахты «Западная» (Донецк, Ростовская область), в 1980—1982 годах — работник НИИ точных технологий (Зеленоград), в 1982—1990 годах (последовательно) инженер, начальник лаборатории, главный конструктор киевского НИИ микроприборов.
В 1990 году основал и возглавил компанию «Квазар-Микро», где занимал пост президента и председателя правления.
В 1999 году основал интернет-холдинг, в который вошли «Relcom Telecom», «IP Telecom», «UkrOP»,  «Украинский портал».
В 2005 продал 51% компании «Квазар-Микро» АФК «Система».
На основе Квазар-Микро, завода Микрон (Зеленоград), чешской компании Strom Telecom и греческой компании Intracom Telecom была создана корпорация ОАО Ситроникс, которую в феврале 2006 года возглавил Евгений Уткин.
Под его руководством компания вышла на Лондонскую фондовую биржу с рыночной капитализацией 2 млрд. 300 млн долларов США и стала крупнейшей хай-тек компанией в Восточной Европе.
В октябре 2007 года Евгений Уткин покинул ОАО «Ситроникс».
В июне 2009 компания Уткина «Kvazar-Micro Securities» выкупила у «Ситроникс» бизнес-направление и бренд «Квазар-Микро».
В 2009 Евгений Уткин с партнерами, бывшими сотрудниками Квазар-Микро, создал хай-тек холдинг КМ Core, который основал ряд технологических компаний, таких как:
- De Novo, украинский провайдер облачных сервисов IaaS и ЦОД
- KM Ware, разработчик ПО
- PolytEDA, разработчик средств автоматизированного проектирования микросхем
- KM Disty, дистрибутор компьютерного оборудования и электронных компонент
- KM Labs, разработчик технологий производства наноматериалов
В 2010 -2013 годах Уткин стал сооснователем и инвестором ряда технологических стартапов в Украине, России, Европе, Израиле, США.
В 2014 году компании Евгения Уткина прекратили свою деятельность на территории РФ.
В 2015 году с партнерами основал компании, которые занимаются технологиями двойного назначения:
- UARPA, украинское агентство перспективных научно-технических разработок
- UARMS, производство защитных шлемов (ТОР, ТОР-Д) и другого защитного оборудования двойного назначения.
Женат, отец четырёх детей.

## Общественная деятельность
Евгений Уткин ведет активную гражданскую и культурную деятельность.
С 1998 по 2001 год Евгений Уткин занимал пост председателя Совета Предпринимателей при Кабинете Министров Украины.
Активный участник Оранжевой революции (2004 год) и революции Достоинства (2013-2014 гг.).
2008-2018 гг, участник площадок World Economic Forum – Global Growth companies, Global agenda consul, Technology Pioneers
Сооснователь культурно-образовательного центра «Дом Мастер-Класс», фестивалей ГогольФест и Bouquet Kyiv Stage.

## Награды
1997— «Бизнесмен года» Украины,
Заслуженный работник промышленности Украины,
Почетная грамота Кабинета Министров Украины,
Кавалер ордена искусств и литературы Франции.